# Баркер-Тен-Майл (Північна Кароліна)
Баркер-Тен-Майл (англ. Barker Ten Mile) — переписна місцевість (CDP) в США, в окрузі Робсон штату Північна Кароліна. Населення — 937 осіб (2020).

## Географія
Баркер-Тен-Майл розташований за координатами 34°40′57″ пн. ш. 78°59′20″ зх. д. / 34.68250° пн. ш. 78.98889° зх. д. (34.682517, -78.988850).  За даними Бюро перепису населення США в 2010 році переписна місцевість мала площу 5,90 км², уся площа — суходіл.

## Демографія
Згідно з переписом 2010 року, у переписній місцевості мешкали 952 особи в 377 домогосподарствах у складі 289 родин. Густота населення становила 161 особа/км².  Було 394 помешкання (67/км²).
Расовий склад населення:
| - 68,7 % — білих - 14,6 % — корінних американців - 12,2 % — чорних або афроамериканців - 2,1 % — азіатів |

До двох чи більше рас належало 1,6 %. Частка іспаномовних становила 2,0 % від усіх жителів.
За віковим діапазоном населення розподілялося таким чином: 20,6 % — особи молодші 18 років, 62,4 % — особи у віці 18—64 років, 17,0 % — особи у віці 65 років та старші. Медіана віку мешканця становила 47,3 року. На 100 осіб жіночої статі у переписній місцевості припадало 93,9 чоловіків;  на 100 жінок у віці від 18 років та старших — 96,4 чоловіків також старших 18 років.
Середній дохід на одне домашнє господарство  становив 81 905 доларів США (медіана — 79 135), а середній дохід на одну сім'ю — 100 305 доларів (медіана — 94 130). За межею бідності перебувало 0,9 % осіб, у тому числі 0,0 % дітей у віці до 18 років та 3,3 % осіб у віці 65 років та старших.
Цивільне працевлаштоване населення становило 442 особи. Основні галузі зайнятості: освіта, охорона здоров'я та соціальна допомога — 47,1 %, публічна адміністрація — 13,6 %, роздрібна торгівля — 11,5 %, фінанси, страхування та нерухомість — 10,0 %.